# Lijst van personen overleden in januari 2015
Dit is een lijst van bekende personen die zijn overleden in januari 2015.

## Januari

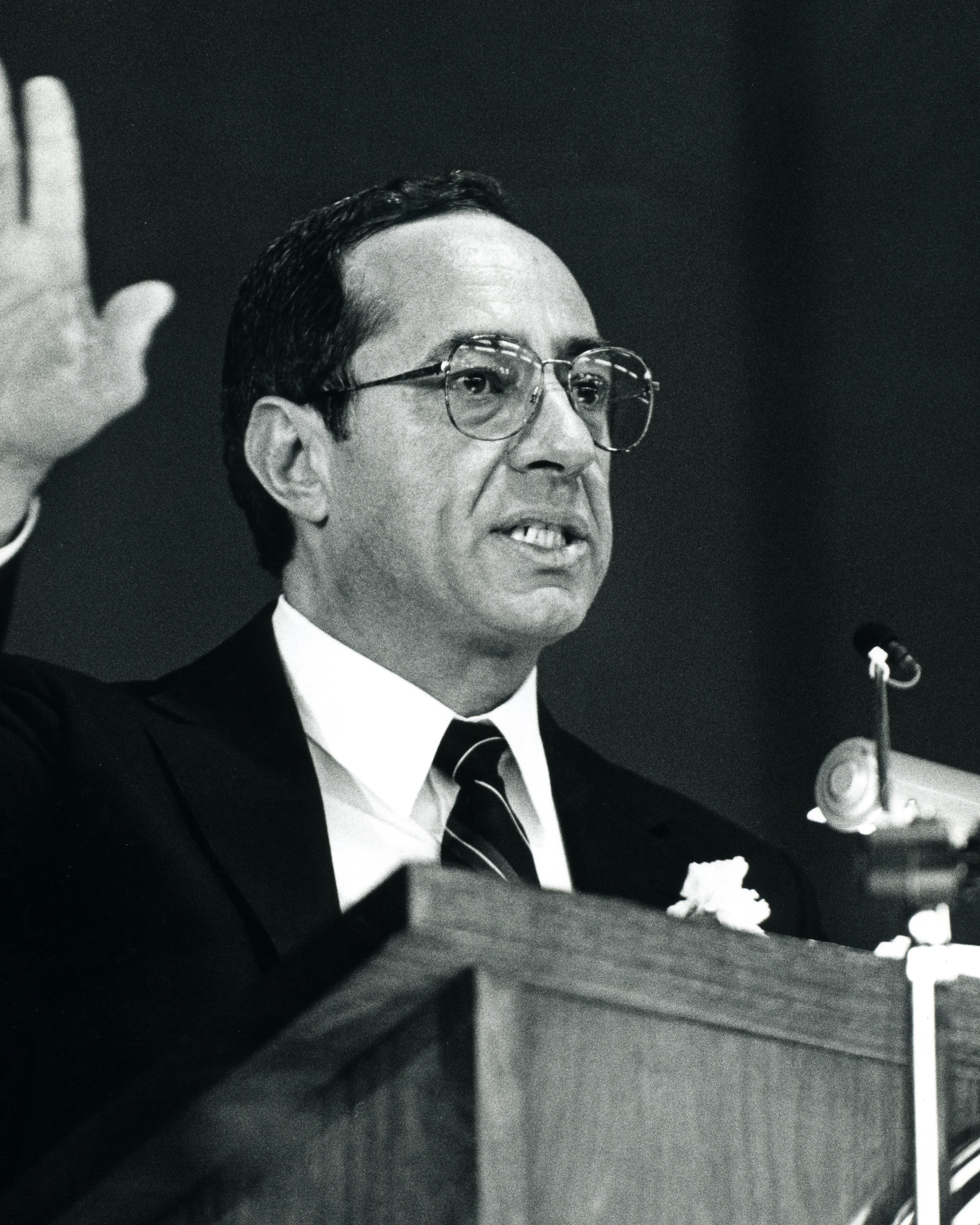
Mario Cuomo
1 januari

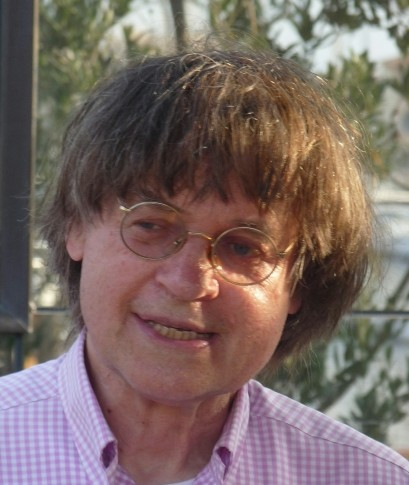
Cabu
7 januari

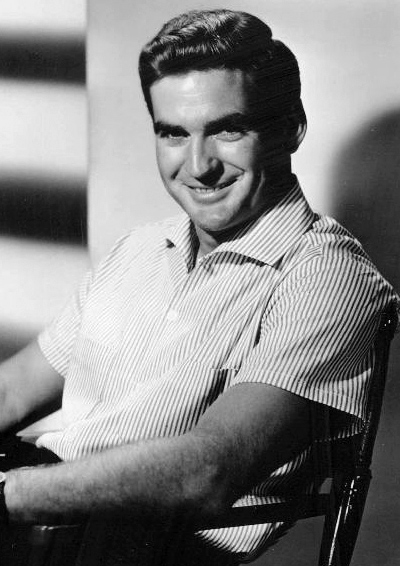
Rod Taylor
7 januari

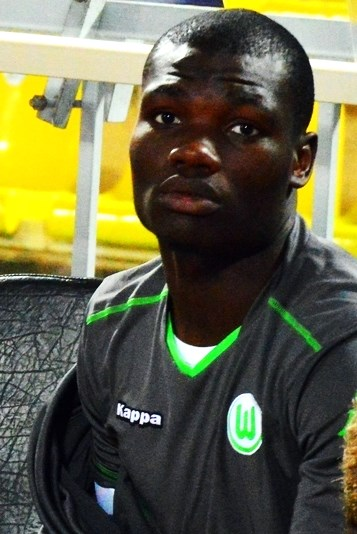
Junior Malanda
10 januari

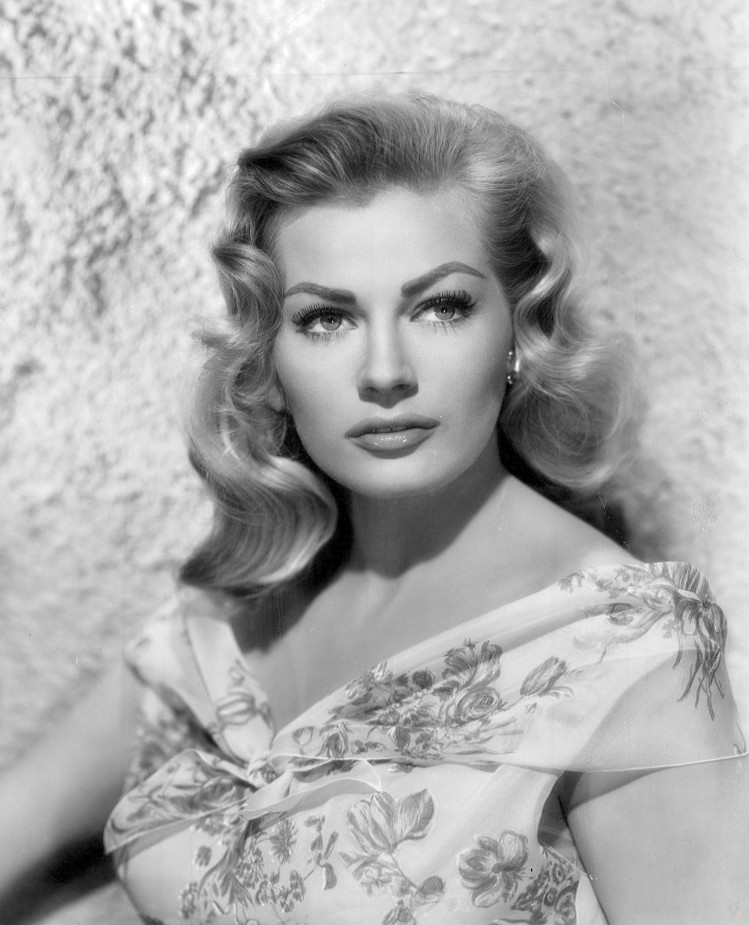
Anita Ekberg
11 januari

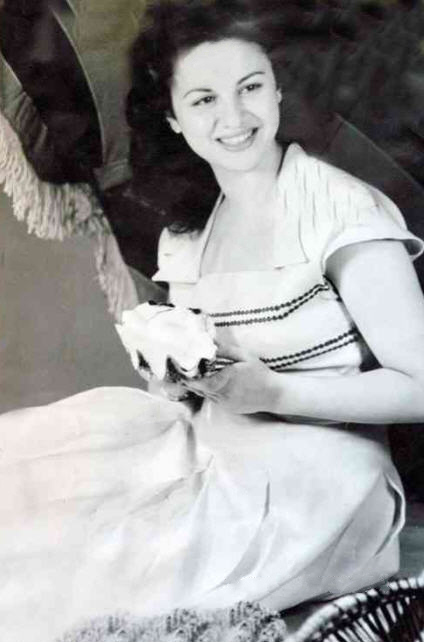
Faten Hamama
17 januari

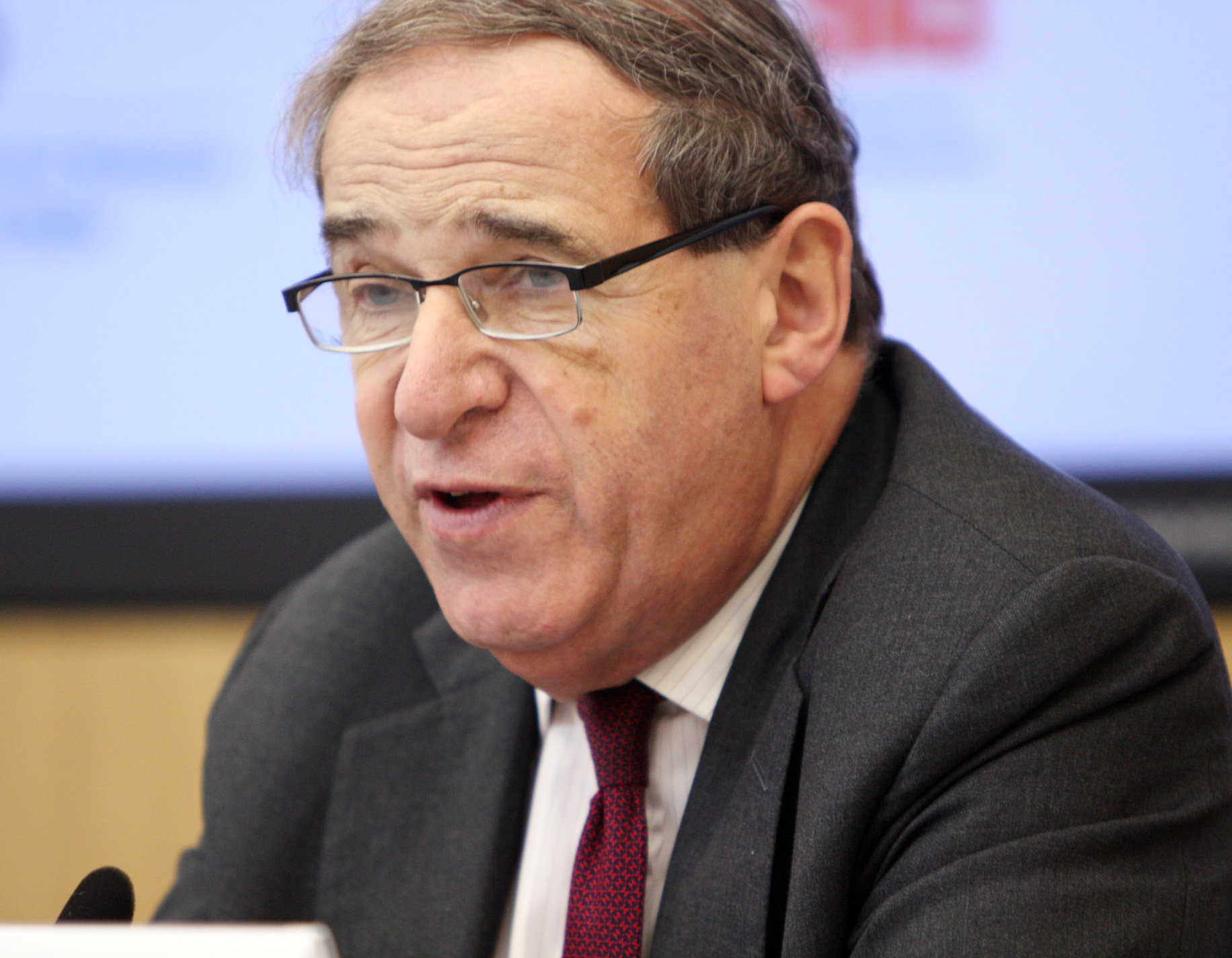
Leon Brittan
21 januari

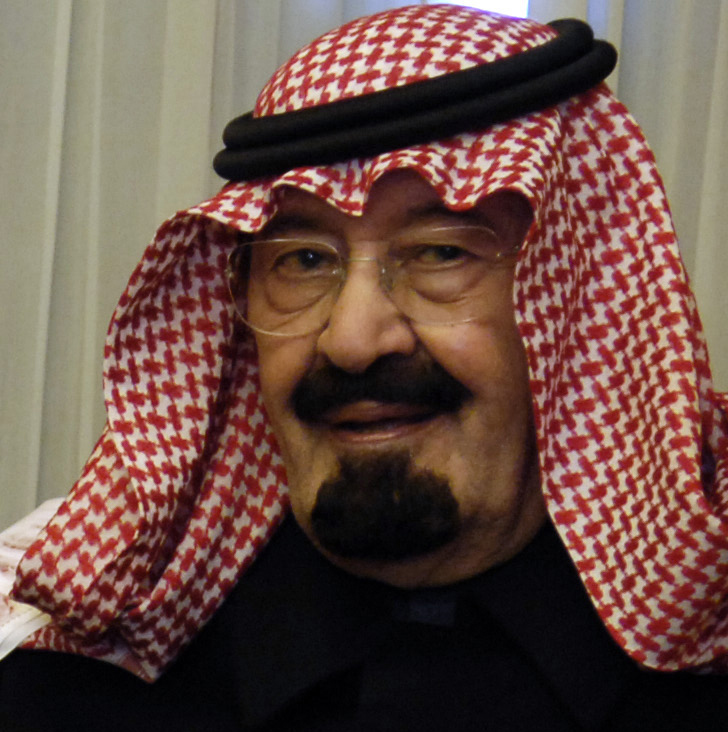
Abdoellah bin Abdoel Aziz al-Saoed
23 januari

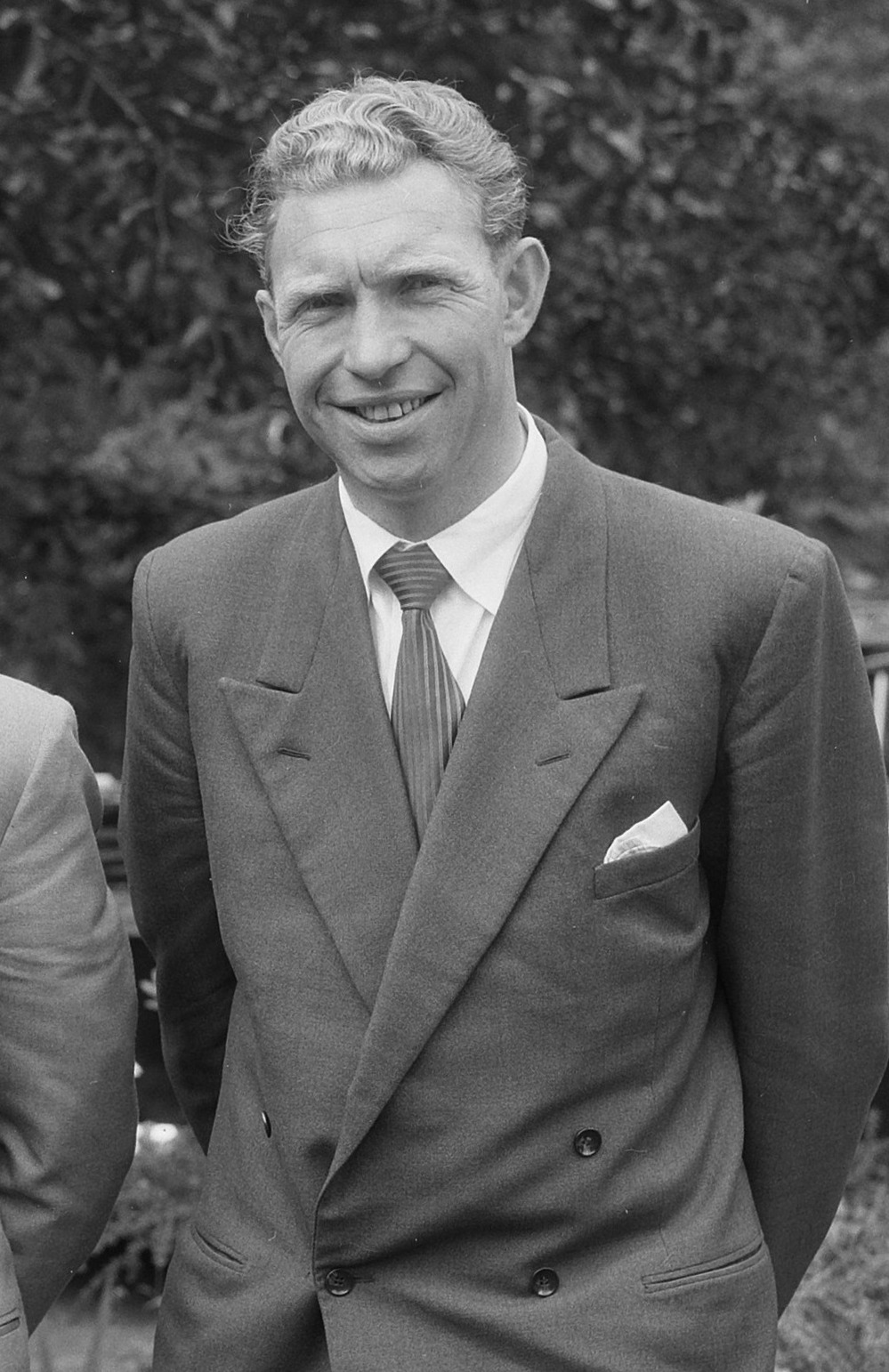
Henk Faanhof
27 januari

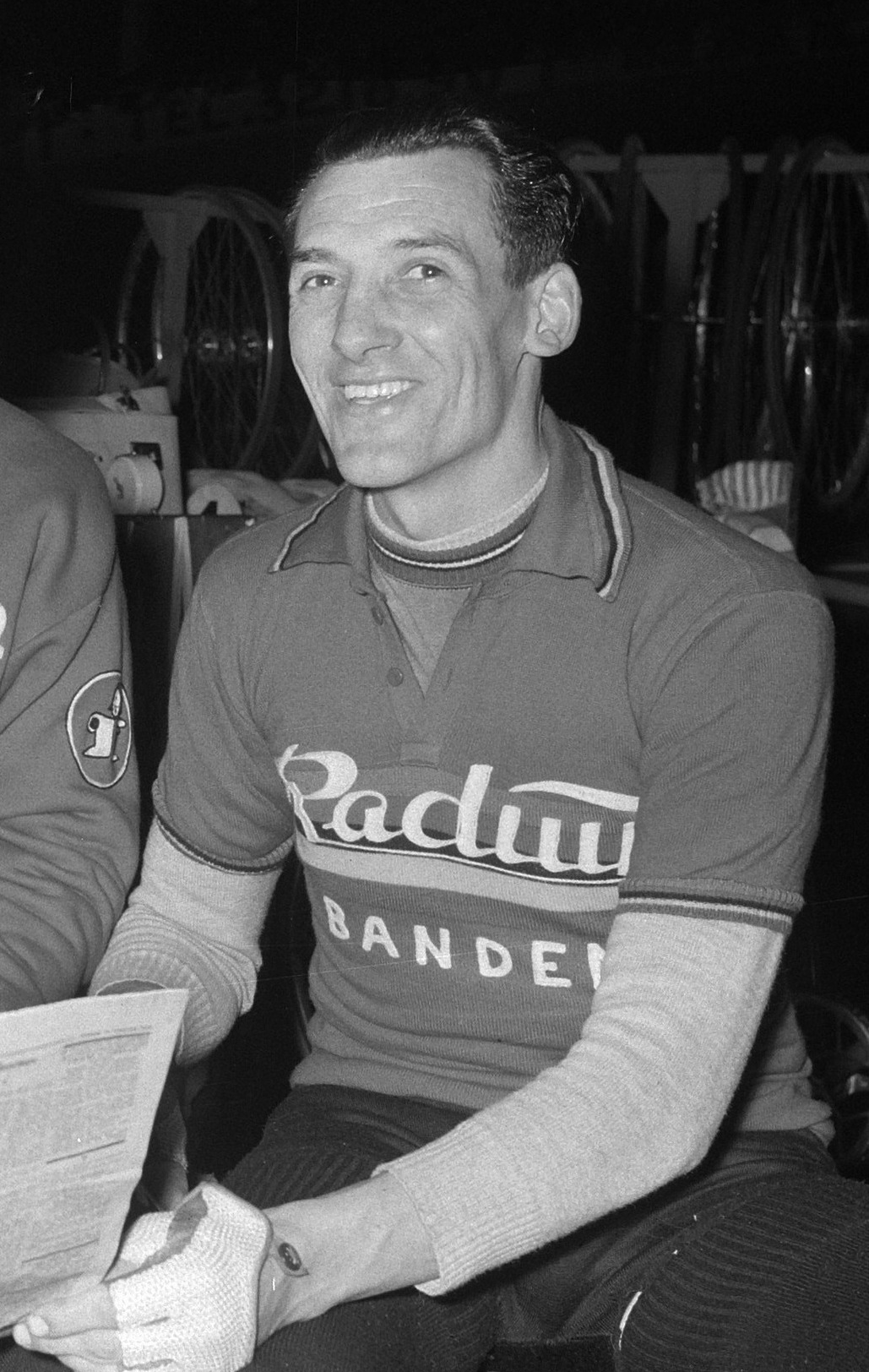
Gerrit Voorting
30 januari

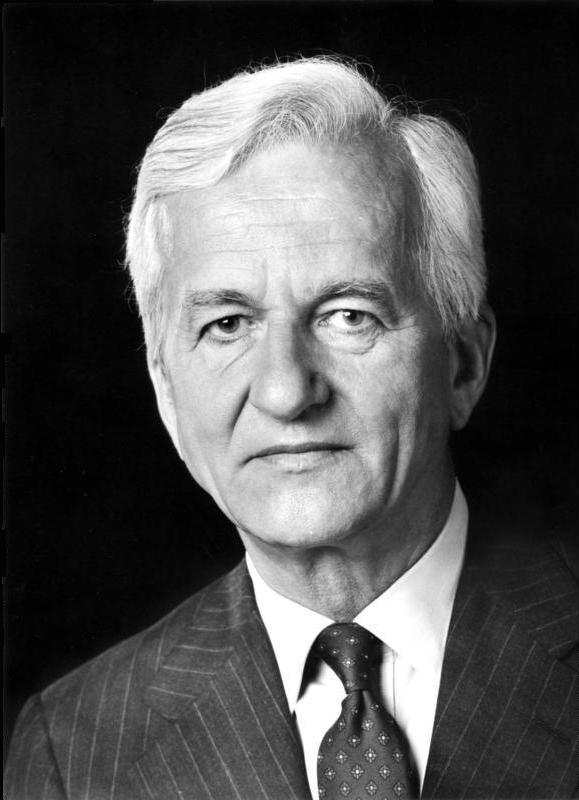
Richard von Weizsäcker
31 januari

| 1 | 2 | 3 | 4 | 5 | 6 | 7 | 8 | 9 | 10 | 11 | 12 | 13 | 14 | 15 | 16 | 17 | 18 | 19 | 20 | 21 | 22 | 23 | 24 | 25 | 26 | 27 | 28 | 29 | 30 | 31 |
| - | - | - | - | - | - | - | - | - | -- | -- | -- | -- | -- | -- | -- | -- | -- | -- | -- | -- | -- | -- | -- | -- | -- | -- | -- | -- | -- | -- |

### 1 januari
- Ulrich Beck (70), Duits socioloog[1]
- Mario Cuomo (82), Amerikaans politicus[2]
- Donna Douglas (82), Amerikaans actrice[3]
- Omar Karami (80), Libanees premier[4]
- Géry Leuliet (104), Frans geestelijke[5]
- Ninón Sevilla (93), Cubaans-Mexicaans actrice[6]

### 2 januari
- Little Jimmy Dickens (94), Amerikaans countryzanger[7]
- Anas al-Liby (50), Libisch terrorist[8]
- Derek Minter (82), Brits motorcoureur[9]

### 3 januari
- Edward Brooke (95), Amerikaans politicus[10]
- Henk Ebbinge (65), Nederlands voetballer[11]
- Roger Kitter (65), Brits acteur en komiek[12]
- Bernice Madigan (115), Amerikaans supereeuwelinge[13]
- Jouko Törmänen (60), Fins schansspringer[14]

### 4 januari
- Pino Daniele (59), Italiaans muzikant, componist en zanger[15]
- Lieven Santens (81), Belgisch burgemeester en ondernemer[16]

### 5 januari
- Jean-Pierre Beltoise (77), Frans motor- en autocoureur[17]
- Khan Bonfils (42), Brits acteur[18]
- Antonio Fuertes (85), Spaans voetballer[19]
- Milton Hebald (97), Amerikaans beeldhouwer[20]
- Bernard Joseph McLaughlin (102), Amerikaans bisschop[21]
- Alfons Peeters (71), Belgisch voetballer[22]

### 6 januari
- Michał Hernik (39), Pools motorcoureur[23]

### 7 januari
- Omgekomen bij de aanslag op het hoofdkantoor van het satirische Franse tijdschrift Charlie Hebdo:
  - Cabu (76), Frans striptekenaar en cartoonist[24]
  - Charb (47), Frans journalist en cartoonist[24]
  - Philippe Honoré (73), Frans cartoonist[24]
  - Bernard Maris (68), Frans econoom, schrijver en journalist[25]
  - Tignous (57), Frans cartoonist[24]
  - Georges Wolinski (80), Frans striptekenaar en cartoonist[24]
- Tadeusz Konwicki (88), Pools scenarioschrijver en filmmaker[26]
- Julio Scherer García (88), Mexicaans journalist[27]
- Rod Taylor (84), Australisch acteur[28]

### 8 januari
- Matthieu Heerma van Voss (91), Nederlands hoogleraar[29]

### 9 januari
- Angelo Anquilletti (71), Italiaans voetballer[30]
- Samuel Goldwyn jr. (88), Amerikaans filmproducent[31]
- Jan Huijbrecht (90), Nederlands burgemeester[32]
- Frans Molenaar (74), Nederlands couturier[33]
- Józef Oleksy (68), Pools politicus[34]

### 10 januari
- Brian Clemens (83), Brits scriptschrijver en televisieproducent[35]
- Tim Drummond (74), Amerikaans bassist[36]
- Frederik H. Kreuger (86), Nederlands ingenieur, hoogleraar en schrijver[37]
- Junior Malanda (20), Belgisch voetballer[38]
- Taylor Negron (57), Amerikaans acteur, scenarioschrijver en stand-upcomedian[39]
- Francesco Rosi (92), Italiaans filmregisseur[40]
- Inge Vermeulen (30), Nederlands-Braziliaans hockeyster[41][42]

### 11 januari
- Jenő Buzánszky (89), Hongaars voetballer[43]
- Anita Ekberg (83), Zweeds actrice[44]
- Fritz Pott (75), Duits voetballer[45]

### 12 januari
- Wam de Moor (78), Nederlands literatuurcriticus en schrijver[46]

### 15 januari
- Ethel Lang (114), Brits supereeuwelinge[47]

### 17 januari
- Norbert Dedeckere (66), Belgisch veldrijder[48]
- Faten Hamama (83), Egyptisch actrice[49]

### 18 januari
- Piet van der Sanden (90), Nederlands journalist en politicus[50]
- Ad Smolders (80),  Nederlands voetballer[51]
- Philippe Vocanson (110), Frans supereeuweling[52]

### 19 januari
- Anne Kirkbride (60), Brits actrice[53]
- Robert Manzon (97), Frans autocoureur[54]

### 20 januari
- Edgar Froese (70), Duits artiest[55]
- Onno Krijn (57), Nederlands componist, arrangeur en musicus[56]
- Peter Pontiac (63), Nederlands illustrator en striptekenaar[57]
- Hitoshi Saito (54), Japans judoka[58]

### 21 januari
- Leon Brittan (75), Brits politicus[59]
- Kemal Monteno (66), Bosnisch zanger en tekstschrijver[60]

### 23 januari
- Abdoellah bin Abdoel Aziz al-Saoed (90), koning van Saoedi-Arabië[61]
- Prosper Ego (87), Nederlands politiek activist[62]
- Nol Heijerman (74), Nederlands voetballer[63]
- Alexander Lastin (38), Russisch schaker[64]
- Ralph Prins (88), Nederlands beeldend kunstenaar[65]
- Stéphane Steeman (82), Belgisch humorist en acteur[66]

### 24 januari
- Stig Bergling (77), Zweeds spion[67]
- Otto Carius (92), Duits tankcommandant[68]
- Toller Cranston (65), Canadees kunstschaatser[69]
- Johan Ferner (87), Noors zeiler en echtgenoot van prinses Astrid[70]

### 25 januari
- Demis Roussos (68), Grieks zanger[71]

### 26 januari
- Henk Bloemers (69), Nederlands voetballer[72]
- Louisa Colpeyn (96), Belgisch actrice[73]

### 27 januari
- Wilfred Agbonavbare (48), Nigeriaans voetballer[74]
- Henk Faanhof (92), Nederlands wielrenner[75]
- Charles Townes (99), Amerikaans natuurkundige[76]

### 28 januari
- Alberto Cardaccio (65), Uruguayaans voetballer[77]
- Yves Chauvin (84), Frans chemicus[78]
- Alewijn Oostwoud Wijdenes (89), Nederlands fotograaf[79]

### 29 januari
- Walter Glechner (75), Oostenrijks voetballer[80]
- Colleen McCullough (77), Australisch schrijfster[81]
- Rod McKuen (81), Amerikaans zanger en dichter[82]
- Kel Nagle (94), Australisch golfer[83]
- Paul Panhuysen (80), Nederlands componist en kunstenaar[84]
- Ole Sørensen (77), Deens voetballer[85]

### 30 januari
- Don Covay (76), Amerikaans zanger[86]
- Robert Denison (78), Belgisch politicus[87]
- Carl Djerassi (91), Oostenrijks-Amerikaans chemicus en uitvinder[88]
- Geraldine McEwan (82), Brits actrice[89]
- Gerrit Voorting (92), Nederlands wielrenner[90]
- Zjeljoe Zjelev (79), president van Bulgarije[91]

### 31 januari
- Kenji Goto (47), Japans schrijver en journalist[92]
- Lizabeth Scott (92), Amerikaans actrice[93]
- Richard von Weizsäcker (94), president van Duitsland[94]